# سانتانا دوتسون
سانتانا دوتسون (بالإنجليزية: Santana Dotson)‏ هو لاعب كرة قدم أمريكية أمريكي، ولد في 12 ديسمبر 1969 في نيو أورلينز في الولايات المتحدة.

## وصلات خارجية
- سانتانا دوتسون على موقع مرجع كرة القدم المحترفة.كوم (الإنجليزية)